# Camphin
Camphin, auch Kamphin,  ist gereinigtes, harzfreies Terpentinöl, das im 19. Jahrhundert als Lampenbrennstoff verwendet wurde. Als Camphin wurde früher auch das Produkt der Zersetzung des Camphers durch Iod bezeichnet. Die exakte Konstitution der so erhaltenen Substanz blieb jedoch fraglich.

## Herstellung
Zur Herstellung von Camphin wurde Terpentinöl einer Wasserdampfdestillation unterworfen, um das darin enthaltene Harz abzutrennen. Dazu wurde das Terpentinöl mit etwa dem gleichen Volumen Wasser versetzt und etwas gebrannter Kalk oder Chlorkalk zugegeben. Das so erhaltene Destillat trennt sich in zwei Phasen, wovon die wässrige verworfen wurde.
Als Alternative zur Destillation wurde auch ein Versetzen des Terpentinöls mit konzentrierter Schwefelsäure beschrieben, was dazu führte, dass sich die Harzbestandteile als ein dunkelbrauner Rückstand absetzten, von dem man das Camphin dekantieren konnte. Das nach diesem Verfahren erhaltene Produkt wird jedoch als gelblich und mit verändertem Geruch beschrieben.

## Eigenschaften und Verwendung
Camphin ist leicht entzündlich. Es verbrennt mit weißer, stark leuchtender Flamme ohne Ruß- oder Geruchsbildung, was den Einsatz als Leuchtmaterial erklärt, beispielsweise in den von W. Young erfundenen und zunächst aus England importierten Camphinlampen (auch Young-, Vesta- oder Imperial-Lampen). Eine Mischung aus 4 Teilen Spiritus mit 1 Teil Camphin ergibt so genannten Leuchtspiritus, der durch Erhitzen in das mit stark leuchtender, weißer Flamme brennende Camphingas verwandelt wird. Es diente als Leuchtmaterial in der Lüdersdorffschen Dampflampe.